# Automatofon

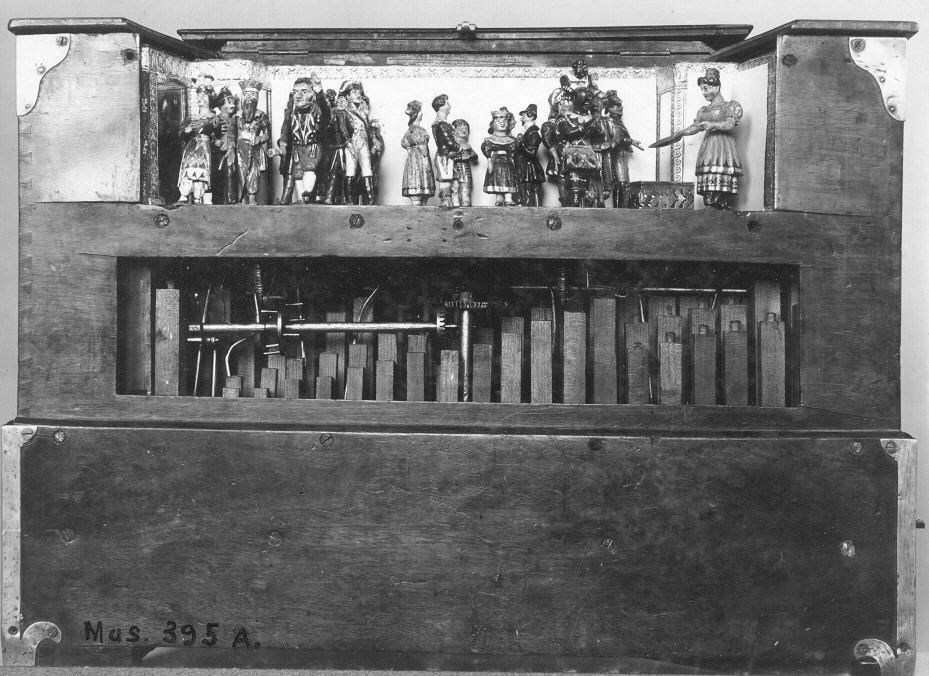
Píšťalový flašinet s pohyblivými figurkami

Automatofon je samočinný mechanický hrací stroj, který dokáže hrát živě bez nutné asistence muzikanta, jako je tomu u hudebních nástrojů. Zařízení hraje pomocí součástí, do kterých je melodie či hudební pasáž naprogramována na válcích, discích nebo pásech pomocí skobiček, kolíčků, hřebíčků, výstupků nebo otvorů. Termín "automatofon" zavedl v 60. letech 20. století organolog a hudební historik Alexander Buchner (3. 9. 1911 - 4. 10. 2000), jehož přičiněním začala být na našem území věnována těmto unikátním technickým předmětům badatelská pozornost.
Odbornou veřejností je však nadále upřednostňován termín hrací stroj nebo hrací strojek.

## Historie
Větrné a vodní varhany jsou známé již ve starověku, ale větší pozornost je jim věnována od 17. století. Na konci 19. století zažívají rozkvět a na počátku 20. století jsou již vytlačovány fonografy a gramofony.

## Typologie
- zvonohry (ve věžích kostelů)
- zvonkohry (v interiérových hodinách)
- flétnové mechanismy (flašinety, ptačí kolovrátky, flétnové hodiny a klícky nebo tabatěrky se zpívajícími ptáčky)
- hřebenové hrací stroje (skříňky, hrací obrazy, dětské hračky)

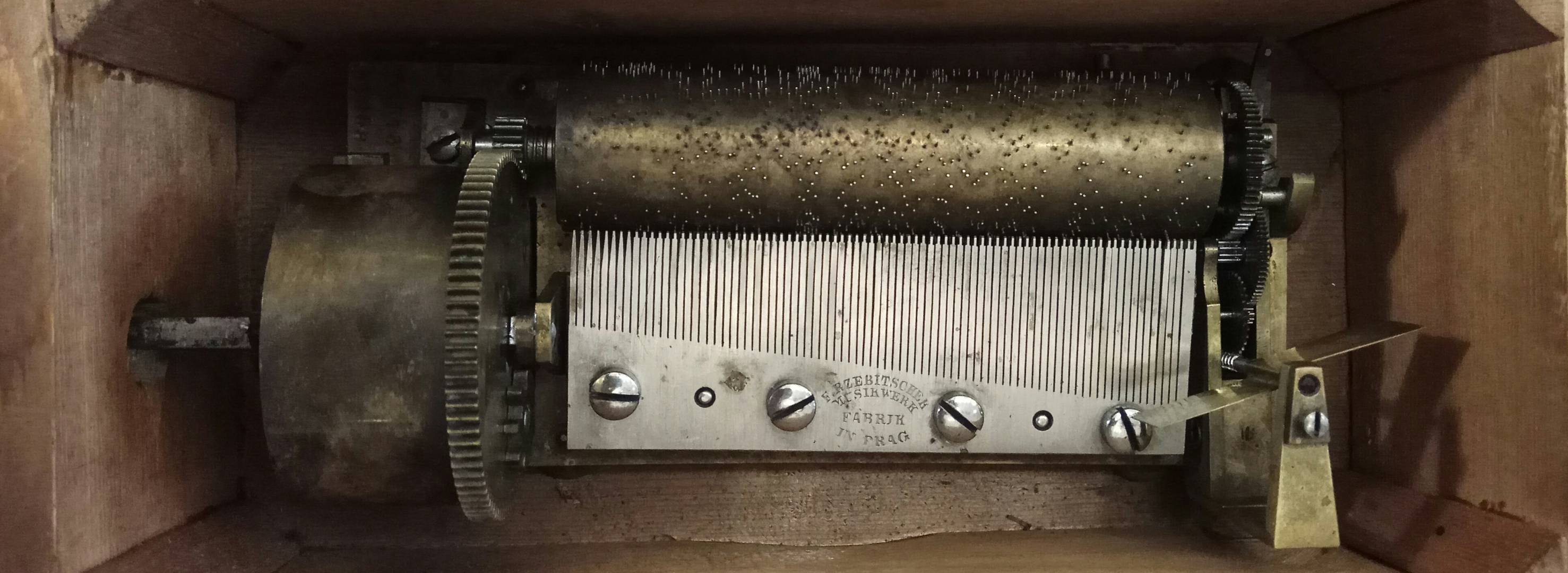
Hřebenový hrací stroj

Staly se nejpopulárnějšími a nejdostupnějšími předměty počátku 19. století. Jednoduché varianty vytvářela v Praze například dílna Franze Rzebitschka. Pro svou kvalitu a mistrné hudební podání se proslavily téměř po celém světě.
- symfoniony (např. Polyfony)

Polyfon je obchodní označení pro hrací skříňky na kotouče, mechanické zařízení, které byly poprvé vyrobené firmou Polyphon Musikwerke. Byla založena v r. 1885 v Lipsku v Německu. Výroba v plném rozsahu začala okolo r. 1897 a pokračovala v počátečních letech 20. století. Polyfony byly vyváženy do celého světa a hudba byla dodávána pro anglický, francouzský a německý trh, jakož i dodatečně do ciziny s hudební produkcí určenou pro ruský, polský a balkánský region.
- mechanismy s ocelovými jazýčky (Aristony, Intony, Manopany, Herophony)

- orchestriony (s klavírním základem nebo píšťalovým základem) - mechanické s hracím válcem a pneumatické s perforovaným notovým svitkem
- pianoly
- androidi (obohacení o hrací stroj)Klavírový orchestrion s bubny, činely a ozvučnými dřívky

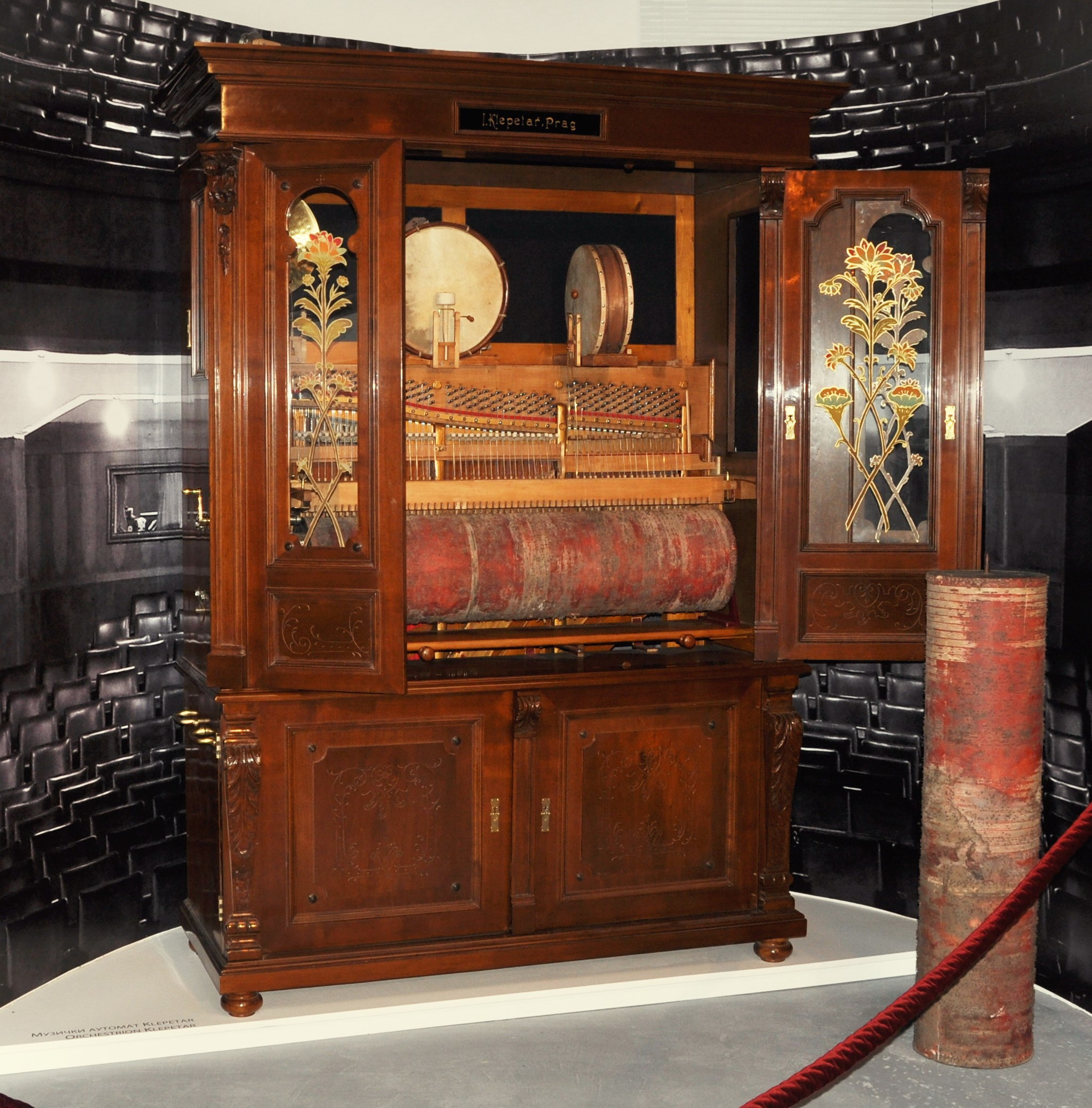
Klavírový orchestrion s bubny, činely a ozvučnými dřívky

## Významné sbírky hracích strojů v Česku
Alexandr Buchner však nezůstal pouze u publikační činnosti. Jednotlivé nástroje začal systematicky shromažďovat a položil základy sbírce hudebních automatů v Národním muzeu v Praze (část je k vidění ve stále expozici Českého muzea hudby). Založeny byly posléze i sbírky v dalších paměťových institucích, například Národním technickém muzeu v Praze (nevystaveno) nebo Technickém muzeu v Brně (Salon mechanické hudby).
Další neméně významnou kolekci spravuje Severočeské muzeum v Liberci, u jejíž základů byl restaurátor a historik Jiří Volný.
Některé veřejně přístupné sbírky, například Muzeum hracích hracích strojků Karla Irmiše v Lišově (ul. 5. května) nebo Muzeum historických hudebních automatických strojů, mechanických gramofonů a fonografů (Hradčanské nám. 12, Praha), již bohužel zanikly.
Spektrum předmětů z depozitářů muzeí i od soukromých sběratelů bývá ale prezentováno veřejnosti formou putovních výstav, například Svět mechanické hudby.

## Kruh přátel mechanických hracích strojů
Při Technickém muzeu v Brně funguje od roku 2012 kruh přátel Flašinety a mechanické hrací stroje věnující se popularizaci a prezentaci mechanických hudebních strojů. Každoročně spoluorganizují Flašinetářský festival v České republice, odborný seminář a množství dílčích akcí. Mezi členy se řadí i aktivně vystupující flašinetáři.